# Женидба господина Марципана
„Женидба господина Марципана” је југословенски кратки филм из 1963. године. Режирао га је Ватрослав Мимица који је написао и сценарио.

## Улоге
| Глумац       | Улога |
| ------------ | ----- |
| Реља Башић   |       |
| Вања Драх    |       |
| Јосип Мароти |       |